# Đớp ruồi lam rừng ngập mặn
Cyornis rufigastra là một loài chim trong họ Muscicapidae.